# Weidepaardenbloem
Weidepaardenbloem (Taraxacum sect. Ruderalia) is een sectie binnen het geslacht paardenbloem (Taraxacum).

## Determinatie
De microsoorten uit deze sectie kunnen witte, groene of roodachtige bladstelen hebben. De bloemen hebben zo goed als altijd stuifmeel. De hoofdjes zijn (35–)40–60 mm in doorsnee. De buitenste lintbloemen zijn niet gootvormig.

## Ecologie
Weidepaardenbloem komt hoofdzakelijk voor in hooilanden, weilanden, bermen, gazons en tuinen. Ook tussen plaveisel wordt ze regelmatig aangetroffen. De trofiegraad van de standplaatsen loopt van eutroof tot mesotroof.

## Microsoorten in Nederland
In Nederland wordt de sectie vertegenwoordigd door de volgende microsoorten.
- Taraxacum aberrans
- Taraxacum acutangulum
- Taraxacum aequilobum
- Taraxacum alatum
- Taraxacum amaurolepis
- Taraxacum amplum
- Taraxacum ancistrolobum
- Taraxacum angulare
- Taraxacum angustisquameum
- Taraxacum armatifrons
- Taraxacum atonolobum
- Taraxacum aurosulum
- Taraxacum calochroum
- Taraxacum canoviride
- Taraxacum christiansenii
- Taraxacum copidophyllum
- Taraxacum cordatum
- Taraxacum corynodes
- Taraxacum corynodiforme
- Taraxacum croceiflorum
- Taraxacum cyanolepis
- Taraxacum debrayi
- Taraxacum denticulatum
- Taraxacum dilaceratum
- Taraxacum dilatatum
- Taraxacum edytomum
- Taraxacum effusum
- Taraxacum ekmanii
- Taraxacum ekmaniiforme
- Taraxacum eudontum
- Taraxacum exacutum
- Taraxacum expallidiforme
- Taraxacum exsertiforme
- Taraxacum exsertum
- Taraxacum fagerstroemii
- Taraxacum fasciatum
- Taraxacum fictum
- Taraxacum filidens
- Taraxacum flandricum
- Taraxacum hemicyclum
- Taraxacum hepaticum
- Taraxacum horridifrons
- Taraxacum huelphersianum
- Taraxacum inarmatum
- Taraxacum incisiforme
- Taraxacum incomptum
- Taraxacum infuscatum
- Taraxacum insigne
- Taraxacum interveniens
- Taraxacum kjellmanii
- Taraxacum lacerifolium
- Taraxacum laciniosifrons
- Taraxacum laeticolor
- Taraxacum latens
- Taraxacum laticordatum
- Taraxacum latisectum
- Taraxacum leucopodum
- Taraxacum lingulatum
- Taraxacum longisquameum
- Taraxacum lucidiforme
- Taraxacum lucidum
- Taraxacum lunare
- Taraxacum macranthoides
- Taraxacum melanthoides
- Taraxacum multicolorans
- Taraxacum nitidum
- Taraxacum nothum
- Taraxacum abliquilobum
- Taraxacum oblongatum
- Taraxacum ochrochlorum
- Taraxacum olitorium
- Taraxacum pachylobum
- Taraxacum pachymeroides
- Taraxacum pallescens
- Taraxacum pallidipes
- Taraxacum pannucium
- Taraxacum pannulatiforme
- Taraxacum pannulatum
- Taraxacum pectinatiforme
- Taraxacum petterssonii
- Taraxacum piceatum
- Taraxacum planoides
- Taraxacum planum
- Taraxacum ploegii
- Taraxacum polyodon
- Taraxacum porrigens
- Taraxacum privum
- Taraxacum procerum
- Taraxacum pulchrifolium
- Taraxacum purpureum
- Taraxacum recessum
- Taraxacum retroflexum
- Taravanum rhamphodes
- Taraxacum rigens
- Taraxacum sagittipotens
- Taraxacum sellandii
- Taraxacum sertatum
- Taraxacum severum
- Taraxacum sinuatum
- Taraxacum speciosiflorum
- Taraxacum stenacrum
- Taraxacum stenoglossum
- Taraxacum stenoschistoides
- Taraxacum stereodes
- Taraxacum subarmatum
- Taraxacum subcyanolepis
- Taraxacum subhuelphersianum
- Taraxacum sublacerifolium
- Taraxacum subpraticola
- Taraxacum subundulatum
- Taraxacum subxanthostigma
- Taraxacum tanyphyllum
- Taraxacum tortuosum
- Taraxacum trilobatum
- Taraxacum undulatiflorum
- Taraxacum undulatiforme
- Taraxacum undulatum
- Taraxacum unguifrons
- Taraxacum urbicola
- Taraxacum valens
- Taraxacum vastisectiforme
- Taraxacum vastisectum
- Taraxacum xanthostigma